# Karl Emanuel 2. af Savoyen
Karl Emanuel 2. af Savoyen (italiensk: Carlo Emanuele II di Savoia (født 20. juni 1634 i Torino, død 12. juni 1675 samme sted) var hertug af Savoyen fra 1638 til 1675. 

## Liv og gerning
Han blev født i Torino som søn af Viktor Amadeus 1. af Savoyen og Christine af Frankrig. Hans morforældre var Henrik IV af Frankrig og hans anden kone Marie de Medici. I 1638, efter hans broders Francis Hyacinths død, lykkedes det Karl Emanuel at blive udpeget til Savoyens hertugdommes regent i en alder af 4 år. Hans moder regerede i hans sted, og selv efter at han var kommet i voksenalderen i 1648, inviterede han hende til at fortsætte at regere. Karl Emanuel fortsatte et liv med fornøjelser langt væk fra statens anliggender.
Han blev berygtet forsin forfølgelse af vaudoiserne (Waldenserne), der kulminerede i massakren i 1655. Massakren var så brutal, at den fik den engelske digter John Milton til at skrive sonet Om den sene massakre i Piemonte. Oliver Cromwell, Lord Protector, opfordrede til at man handlede hurtig i England og foreslog at sende den britiske flåde, hvis massakren ikke blev stoppet, mens der blev indsamlet midler til at hjælpe Waldenserne. Sir Samuel Morland blev bestilt af denne opgave. Han skrev senere Historien om de evangeliske kirker i Piedont dalene (1658).
Kun efter sin moders død i 1663 fik han virkelig magten. Han havde ikke held med at få en passage til havet på bekostning af Genova (anden krig mellem Geneve og Savoyen, 1672-1673), og havde vanskeligheder med at skærme mod indflydelsen fra sin magtfulde nabo Frankrig.
Men han forbedrede i høj grad handel og rigdom i hertugdømmet, der udviklede Nice havn og byggede en vej gennem Alperne mod Frankrig. Han reformerede også hæren, som indtil da hovedsagelig var sammensat af lejesoldater: han dannede i stedet fem piemontanske regimenter og genskabte kavaleriet, samt introducerede uniformer. Han restaurerede også befæstninger. Han konstruerede mange smukke bygninger i Torino[kilde mangler], for eksempel Palazzo Reale.
Han døde 12. juni 1675 og efterlod sin anden kone som regent for sin søn. Han er begravet i katedralen i Torino.